# Melanie Häfliger
Melanie Häfliger (* 29. September 1982 in Schenkon) ist eine ehemalige Schweizer Eishockeyspielerin, die von 2001 bis 2011 für die Schweizer Eishockeynationalmannschaft auf der Stürmerposition spielte. Im Verein agierte sie zuletzt für die ZSC Lions Frauen.

## Karriere
Melanie Häfliger spielte wenigstens von 2001 bis 2011 beim SC Reinach in der Leistungsklasse A und wurde mit diesem Klub dreimal Schweizer Meister. Die Saison 2007/08 verbrachte sie beim Küssnachter SC. 2011 wechselte sie zu den ZSC Lions Frauen. Mit den Züchern spielte sie neben der Schweizer Liga noch im European Women Champions Cup und im EWHL Super Cup. Im Jahr 2013 beendet sie ihre aktive Laufbahn.

### International
Sie gab ihr Debüt in der Schweizer Eishockeynationalmannschaft bei der Eishockey-Weltmeisterschaft der Frauen 2001. Danach trat sie beim olympischen Eishockeyturnier 2010 und den Weltmeisterschaften 2004, 2007, 2008 und 2011 für die „Nati“ an. Bei der WM 2008 gehörte sie zu den drei besten Spielerinnen der Schweizer Mannschaft.

## Erfolge und Statistik

### Im Verein
| Verein     | Bewerb                 | Platzierung    |
| ---------- | ---------------------- | -------------- |
| ZSC Lions  | EWCC 2012/13           | 4.             |
| ZSC Lions  | EWHL Super Cup 2012/13 | Goldmedaille   |
| ZSC Lions  | EWCC 2011/12           | Silbermedaille |
| ZSC Lions  | EWHL Super Cup 2011/12 | Silbermedaille |
| ZSC Lions  | Leistungsklasse A 2013 | Goldmedaille   |
| ZSC Lions  | Leistungsklasse A 2012 | Goldmedaille   |
| SC Reinach | Leistungsklasse A 2003 | Goldmedaille   |
| SC Reinach | Leistungsklasse A 2002 | Goldmedaille   |
| SC Reinach | Leistungsklasse A 2001 | Goldmedaille   |

### Nationalmannschaft
| Bewerb       | Platzierung        | Spiele | Tore | Vorlagen | Punkte | Strafmin. | ±-Bilanz |
| ------------ | ------------------ | ------ | ---- | -------- | ------ | --------- | -------- |
| WM 2011      | 6.                 | 5      | 0    | 1        | 1      | 2         | -3       |
| Olympia 2010 | 5.                 | 5      | 0    | 1        | 1      | 2         | +1       |
| WM 2008      | 4.                 | 5      | 1    | 1        | 2      | 10        | -1       |
| WM 2007      | 5.                 | 4      | 0    | 0        | 0      | 8         | -3       |
| WM 2004      | 9.                 | 4      | 0    | 0        | 0      | 2         | -2       |
| WM 2001      | 9. (1. der Div. I) | 1      | 0    | 0        | 0      | 0         | 0        |

(Legende zur Spielerstatistik: Sp oder GP = absolvierte Spiele; T oder G = erzielte Tore; V oder A = erzielte Assists; Pkt oder Pts = erzielte Scorerpunkte; SM oder PIM = erhaltene Strafminuten; +/− = Plus/Minus-Bilanz; PP = erzielte Überzahltore; SH = erzielte Unterzahltore; GW = erzielte Siegtore; 1 Play-downs/Relegation; Kursiv: Statistik nicht vollständig)